# 青山桥镇 (宁乡市)
青山桥是中国湖南省宁乡市下辖镇，位于宁乡市西南部，处宁乡市、湘乡市与娄底市娄星区三县市区交汇处。地缘上，青山桥镇北连龙田镇、沙田乡，东与流沙河镇接壤，东与湘乡市壶天镇毗邻，南与娄星区双江乡交界。辖域面积138平方公里，截止2016年，青山桥镇下辖8个行政村1社区。

## 区划
截止2016年，下辖8个行政村1社区，分别为青山桥社区，芙蓉村、竹峰村、田坪村、上流村、心田村、石狮桥村、花园堂村和田心村。

## 历史
1995年，由原青山桥乡、田坪乡、花园乡和心田乡于1996年合并设立“青山桥乡”，2007年改为镇建制。

## 地理
田坪水库位于湖南省长沙市宁乡市青山桥镇田坪村。田坪水库的面积为4.2平方千米，总水库容量为4416万立方米。是以灌溉为主，兼有发电、防洪、养殖功能的大（二）型水库。水库可以泛舟游览于其中。
花园水库是青山桥镇第二大水库。
楚江是青山桥镇的母亲河，它流经青山桥镇。

### 山脉
芙蓉山，坐落在宁乡市和安化县交界处，海拔860米，山顶和半山腰分别有普济寺和普济寺二佛殿。其他山脉有洪家大山、仙牛脊、三角寨。

## 教育

### 小学
- 青山桥镇中心学校
- 田坪完小
- 花园完小

### 初中
- 青山桥中学

## 自然资源

### 锰矿石
锰矿石主要分布于位于娄霞新村的洪家大山和竹峰村的尖顶山中。其中：娄霞新村矿区锰矿石储量在100万吨以上，主要成分为碳酸锰，品位在12至20之间；竹峰矿区为30万吨以上，主要成分为氧化锰，品位在50左右。

### 钾长石
钾长石主要分布于靠近心田的3个村，其中12处发现了钾长石矿藏，储量约3000万吨，钾长石含量为12%，放射性强度为45-64γ。

### 花岗岩
花岗岩的分布以芙蓉山为中心。储量达上亿立方米，矿体裸露，地形坡度大于40度。矿石类型单一，属于深灰白色中细粒黑云母二长花岗岩。岩石以深灰白色为基本色调，石英、长石和黑云母均匀嵌布。耐酸性为99.5%。岩石莫氏硬度值为6.5。耐磨率为1.38g/平方厘米，板材光泽度平均为85。放射性强度为39-69γ。

## 文化

### 佛教
普济寺坐落在青山桥镇芙蓉山，属于大乘佛教禅宗，始建于元朝。明成祖朱棣敕封为普济寺。寺院现存大佛殿、关帝殿、石屋等主体建筑。供奉西方三圣以及普济寺开山宗长清庵祖师。
上流寺坐落在青山桥镇上流村，寺院供奉观音菩萨。

### 天主教
花园基督教堂是一座天主教堂，在原花园村。

## 交通

### 省道
省道S209，往东方向通往流沙河镇。
省道S328，往东南方向可以到湘乡市翻江镇，中间和S71益娄高速公路、S50长韶娄高速公路互通。
省道S311，往西北边方向通往安化县高明乡，终点在高明乡初级中学处连接国道G207。

### 国道
国道G234从青山桥镇起源往南方向经过湘乡市壶天镇可以到娄底市。

### 高速公路
S71益娄高速公路途径青山桥镇，往南方向到娄底市，往北方向到益阳市。
S50长韶娄高速公路途径青山桥镇，往东方向到韶山市，往西方向到娄底市。

### 铁路
洛湛铁路在青山桥镇设有火车站。

## 出身名人
- 汤素兰：作家，原青山桥镇永峰村人。
- 李甲农：革命烈士。[2]
- 龚献兰：湖南卫视“美丽村姑”得主。[2]